# IC 797
IC 797 је спирална галаксија у сазвјежђу Береникина коса која се налази на листи објеката дубоког неба у Индекс каталогу.
Деклинација објекта је + 15° 7' 25" а ректасцензија 12h 31m 54,8s. Привидна величина (магнитуда) објекта IC 797 износи 13,3 а фотографска магнитуда 14,0. IC 797 је још познат и под ознакама UGC 7676, MCG 3-32-58, CGCG 99-77, IRAS 12293+1524, VCC 1393, KUG 1229+153, PGC 41504.